# 諾氏複齒脂鯉
諾氏複齒脂鯉為輻鰭魚綱脂鯉目複齒脂鯉科的其一種。

## 分布
本魚分布於非洲剛果河中流域。

## 特徵
本魚體呈淺銀灰色，有排列錯落有致的亮銀色大魚鱗，和隨意分布的銀紅色光點。頭較小，頭底部呈銀色。背鰭、臀鰭和尾鰭為灰色，背鰭的前面部分為紅黑色。體長可達19公分。

## 生態
本魚棲息在雨林的溪流中，性情溫和，屬草食性。

## 經濟利用
為觀賞性魚類。